# بطولة الكويت المفتوحة للتنس
بطولة الكويت المفتوحة للتنس بطولة تنس طاولة يقيمها الاتحاد الدولي لتنس الطاولة (ITTF) سنويا في الكويت. أدرجت البطولة بانتظام في اتحاد طاولة التنس الدولي العالمية من 2006 إلى 2016.

## تاريخ البطولة
أقيمت البطولة أول مرة في عام 2006، وأدرجت في جدول اتحاد طاولة التنس الدولي كل عام منذ ذلك الحين، باستثناء عام 2011 عندما عُلقت الكويت مؤقتًا بسبب توصية من اللجنة الأولمبية الدولية.
يحمل الصيني ما لونغ الرقم القياسي لمعظم الانتصارات في بطولات فردي الرجال، بثلاثة انتصارات، بينما يحمل ليو شيوين ولي شياوكسيا من الصين الرقم القياسي لمعظم انتصارات فردي السيدات، مع فوزين لكل منهما.
في أغسطس 2016 لم تُدرج الكويت في جدول الجولة العالمية 2017 الذي أعلنه الاتحاد.

## البطولات
| السنة | فردي الرجال       | فردي السيدات  | زوجي الرجال                         | زوجي السيدات              |
| ----- | ----------------- | ------------- | ----------------------------------- | ------------------------- |
| 2006  | لين ما            | جيانغ هواجون  | تشن كي لين ما                       | وانغ نان تشانغ يى نينغ    |
| 2007  | Ma Long           | Guo Yue       | Lee Jin-kwon ريو سونج مين           | لي شياو شيا تشانغ يى نينغ |
| 2008  | Vladimir Samsonov | تشانغ يى نينغ | Ma Lin Wang Hao                     | Wang Nan تشانغ يى نينغ    |
| 2009  | Ma Long           | دينغ نينغ     | Chen Qi Ma Lin                      | Guo Yue تشانغ يى نينغ     |
| 2010  | Xu Xin            | لي شيون       | Ma Long Zhang Jike                  | قوه يان Guo Yue           |
| 2012  | جون ميزوتاني      | Feng Yalan    | Gao Ning Li Hu                      | Chen Meng Zhu Yuling      |
| 2013  | Zhang Jike        | لي شيون       | Xu Xin Yan An                       | دينغ نينغ لي شياو شيا     |
| 2014  | فان زيندونغ       | Zhu Yuling    | Stefan Fegerl Lin Gaoyuan           | لي شيون Mu Zi             |
| 2015  | Ma Long           | لي شياو شيا   | Chiang Hung-chieh Huang Sheng-sheng | دينغ نينغ Zhu Yuling      |
| 2016  | Zhang Jike        | لي شياو شيا   | Xu Xin Zhang Jike                   | دينغ نينغ لي شيون         |